# 헴치크강

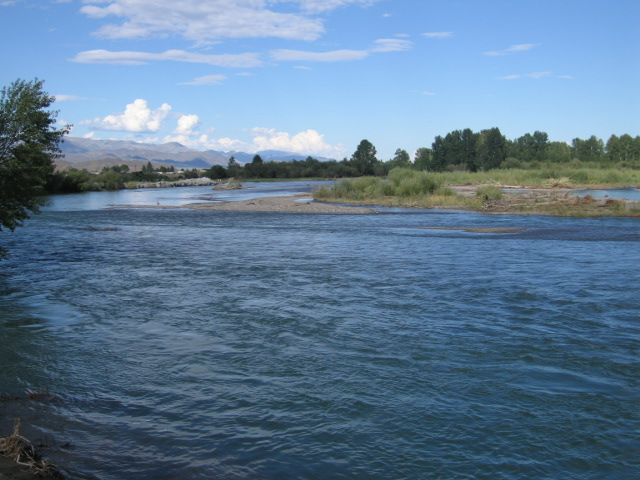
헴치크강

헴치크강(러시아어: Хемчик)은 러시아 투바 공화국의 강으로 길이는 320 km, 유역 면적은 27,000 km2이다. 예니세이강 좌안으로 흘러가는 강이며 11월부터 4월까지는 강물이 언다.